# Aiello Calabro
Aiello Calabro község (comune) Olaszország Calabria régiójában, Cosenza megyében.

## Fekvése
A megye déli részén fekszik. Határai: Cleto, Grimaldi, Lago, Martirano, Martirano Lombardo, San Pietro in Amantea és Serra d’Aiello.

## Története
A települést a rómaiak alapították Agellus néven, amelynek jelentése kis síkság. A középkor során a longobárdok, normannok majd a szaracénok birtokolták. 1065-ben Robert Guiscard meghódította és a Szicíliai Királysághoz csatolta. A középkor során hűbéri birtok volt. Önállóságát, Rogliano részeként 1811-ben nyerte el, amikor a Nápolyi Királyságban felszámolták a feudalizmust. 1934-ben különvált Roglianótól.

## Népessége
A népesség számának alakulása:

## Főbb látnivalói
- Palazzo Cybo-Malaspina
- San Cosmo e San Damiano-templom
- Santa Maria Maggiore-templom
- Maria SS. Delle Grazie-templom
- SS. Sacramento-kápolna
- Cybo Malaspina-kápolna
- San Giuliano-templom